# Espacio de Sierpinski
En matemáticas, el espacio de Sierpiński (o el conjunto de dos puntos conectados) es un espacio topológico finito formado por dos puntos, de los cuales sólo uno es cerrado.
Es el ejemplo más pequeño de espacio topológico que no sea el trivial ni el discreto. Su nombre es en honor a Wacław Sierpiński.

## Definición
El espacio de Sierpiński es el conjunto {\displaystyle S=\{0,1\}} con la topología {\displaystyle {\mathcal {T}}_{S}} siguiente:
{\displaystyle {\mathcal {T}}_{S}=\{\emptyset ,\{0\},S\}}

## Propiedades
Propiedades básicas del espacio de Sierpinski:
- Los únicos conjuntos abiertos son {\displaystyle \emptyset }, {\displaystyle \{0\}} y {\displaystyle S}.
- Los únicos conjuntos cerrados son {\displaystyle \emptyset }, {\displaystyle \{1\}} y {\displaystyle S}.
- La clausura de {\displaystyle \{1\}} es {\displaystyle \{1\}} y la de {\displaystyle \{0\}} es {\displaystyle S}.
- Es un espacio de Kolmogórov ({\displaystyle T_{0}}).
- No es un espacio de Fréchet ({\displaystyle T_{1}}).
- No es un espacio de Hausdorff ({\displaystyle T_{2}}).
- No es un espacio {\displaystyle T_{n}} con {\displaystyle n>1}.
- Es un espacio compacto.
- Es 1AN y 2AN.
- Toda sucesión en {\displaystyle S} converge a 0.
- Si una sucesión en {\displaystyle S} converge a 1, entonces tiene un número finito de términos iguales a 0.
- Es un espacio no metrizable.
- Es un espacio conexo.